# Ingrandes-de-Touraine
Pour les articles homonymes, voir Ingrandes.
Ingrandes-de-Touraine est une ancienne commune française du département d'Indre-et-Loire, en région Centre-Val de Loire.

## Géographie
Les rives de la rivière Lane et de son affluent la Marche formaient l'ancienne limite de la Touraine et de l'Anjou, sous l'Ancien Régime et jusqu'à la Révolution française.
La commune d'Ingrandes-de-Touraine est située dans la Touraine angevine.

## Toponymie
Le nom d'Ingrandes apparaît pour la première fois dans les textes sous la forme Ingrandia en 1198.
Ingrandes est un nom dérivé du toponyme gaulois *equoranda qui signifie juste aux limites ou limite équitable. Il indique une limite territoriale ou une frontière. À l'époque gauloise, Ingrandes était située à la limite entre les peuples des Turons et des Andécaves, qui devint ensuite limite entre l'évêché de Tours et celui d'Angers, puis entre la Touraine et l'Anjou ; mais, lors de la formation des départements, en 1790, le transfert du pays de Bourgueil au département d'Indre-et-Loire place Ingrandes à 16 km de la limite départementale.
Jusqu'en 1920, la commune s'appelait simplement Ingrandes. Afin de la différencier d'Ingrandes (Maine-et-Loire), d'Ingrandes (Vienne) (qui est situé à la limite de l'Indre-et-Loire) et d'Ingrandes (Indre), il fut décidé de préciser son appartenance à la Touraine.

## Histoire

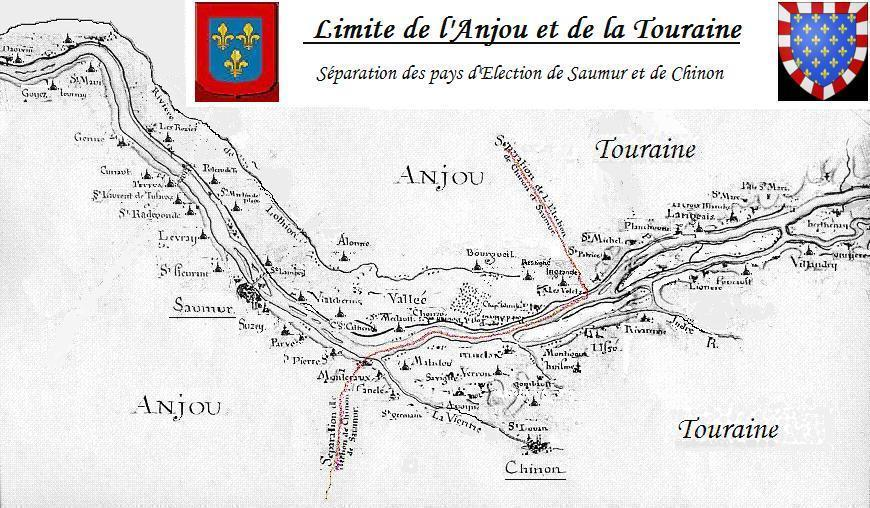
Ingrandes dans les limites du Saumurois et de l'Anjou sous l'Ancien régime.

Ancien vicus, frontière des Turons, sur la voie romaine de Tours à Angers.

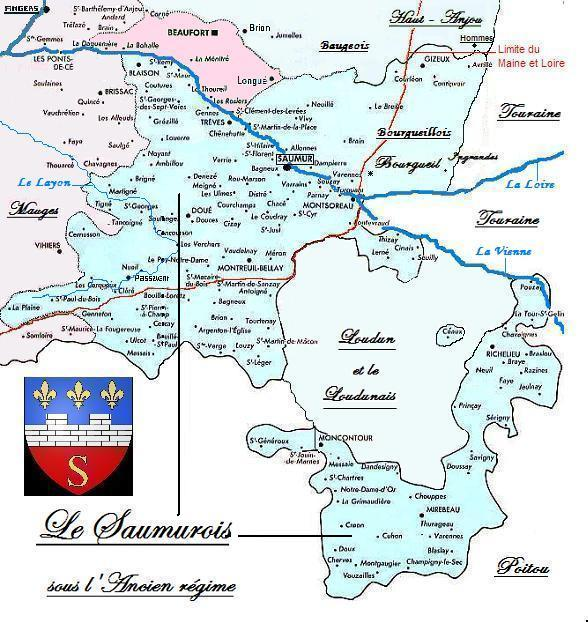
Ingrandes dans la sénéchaussée de Saumur sous l'Ancien régime.

Fief de l'abbaye de Bourgueil depuis la fin du XIIe siècle.
Ingrandes (tout comme Bourgueil), relevait de la sénéchaussée de Saumur sous l'Ancien Régime.
Limite frontalière entre les anciens duchés d'Anjou et de Touraine.
En 1790, Ingrandes et le pays de Bourgueil seront rattachés au tout nouveau département d'Indre-et-Loire.
Le 1er janvier 2017, elle est intégrée à la commune nouvelle de Coteaux-sur-Loire.

## Politique et administration
| Période   | Période          | Identité       | Étiquette | Qualité           |
| --------- | ---------------- | -------------- | --------- | ----------------- |
| 1971      | 1984             | Pierre Berneau |           | chef d'entreprise |
| mars 2001 | 2014             | Régis Mureau   |           |                   |
| mars 2014 | 31 décembre 2016 | Jean Dufresne  | SE        | Retraité          |

## Population et société

### Évolution démographique
L'évolution du nombre d'habitants est connue à travers les recensements de la population effectués dans la commune depuis 1793. À partir du 1er janvier 2009, les populations légales des communes sont publiées annuellement dans le cadre d'un recensement qui repose désormais sur une collecte d'information annuelle, concernant successivement tous les territoires communaux au cours d'une période de cinq ans. 
Pour les communes de moins de 10 000 habitants, une enquête de recensement portant sur toute la population est réalisée tous les cinq ans, les populations légales des années intermédiaires étant quant à elles estimées par interpolation ou extrapolation. Pour la commune, le premier recensement exhaustif entrant dans le cadre du nouveau dispositif a été réalisé en 2004,.
En 2014, la commune comptait 551 habitants, en évolution de +10,2 % par rapport à 2009 (Indre-et-Loire : +2,63 %, France hors Mayotte : +2,49 %).
| 1793 | 1800 | 1806 | 1821 | 1831 | 1836 | 1841 | 1846 | 1851 |
| ---- | ---- | ---- | ---- | ---- | ---- | ---- | ---- | ---- |
| 730  | 727  | 813  | 788  | 755  | 778  | 694  | 710  | 706  |

| 1856 | 1861 | 1866 | 1872 | 1876 | 1881 | 1886 | 1891 | 1896 |
| ---- | ---- | ---- | ---- | ---- | ---- | ---- | ---- | ---- |
| 706  | 688  | 689  | 651  | 662  | 626  | 710  | 675  | 666  |

| 1901 | 1906 | 1911 | 1921 | 1926 | 1931 | 1936 | 1946 | 1954 |
| ---- | ---- | ---- | ---- | ---- | ---- | ---- | ---- | ---- |
| 653  | 622  | 558  | 484  | 483  | 495  | 529  | 515  | 500  |

| 1962 | 1968 | 1975 | 1982 | 1990 | 1999 | 2004 | 2009 | 2014 |
| ---- | ---- | ---- | ---- | ---- | ---- | ---- | ---- | ---- |
| 517  | 487  | 476  | 512  | 474  | 469  | 504  | 500  | 551  |

## Culture locale et patrimoine

### Lieux et monuments
- Château de Minière

### Personnalités liées à la commune
Jean-Noël Proust est né le 25 décembre 1920 à Ingrandes. Entré comme boursier au collège Rabelais de Chinon, puis en classe préparatoire au lycée Descartes de Tours, il est reçu dès sa première tentative à l’École polytechnique, à l’École normale supérieure et à plusieurs grandes écoles d’ingénieurs. Il choisit Polytechnique, puis l’École des Mines de Paris. Il est d’abord en poste dans le Nord puis au ministère de l’Industrie. Il est aussi administrateur de plusieurs grands groupes industriels publics . Il meurt en 1977 et repose au cimetière d’Ingrandes dans le caveau familial. L’école communale porte son nom.
Pierre Berneau, neveu de Jean-Noël Proust, est né le 19 mars 1931. Après ses études secondaires au lycée Descartes de Tours, il poursuit ses études supérieures à Paris, à la Sorbonne, à la faculté de droit et à Sciences-Po. Il est notamment docteur d’État ès sciences économiques. Analyste financier à la banque Paribas (1956-1958), puis économiste et financier au groupe Ugine, il en devient directeur général et président de plusieurs filiales. À l’Union des assurances de Paris, devenue Axa (1983-1996), il participe à la gestion d’un très important portefeuille d’investissements. Parallèlement, il enseigne à l’université Paris-1 Panthéon-Sorbonne, à Sciences Po, à l’École nationale d’administration, aux universités de Stanford, de Cambridge et de Shanghai. Il publie des articles dans plusieurs revues et est aussi Docteur honoris causa de plusieurs universités étrangères. Il est administrateur et éditorialiste d’Investir (1974-1983). Il est conseiller spécial du Premier ministre (1976-1981) puis de plusieurs gouvernements. Il est maire d’Ingrandes de 1971 à 1984 et membre du Comité d’expansion d’Indre-et-Loire.